# Херф, Эберхард
Эберхард Херф (нем. Eberhard Herf; 20 марта 1887, Крефельд, Германская империя — 30 января 1946, Минск, БССР, СССР) — бригадефюрер СС, генерал-майор полиции. После войны был казнён как военный преступник.

## Биография

### Юность
Эберхард Херф родился 20 марта 1887 года в семье нотариуса и юридического советника Генриха Херфа и его жены Адель в девичестве Шётт. Он был кузеном Максимилиана фон Херффа. Между 1898 и 1896 года посещал подготовительную школу реального училища в Крефельде и до 1906 года гимназию.
В 1906 году в звании фанен-юнкера поступил в 10-й ганноверский егерский батальон. В 1911 году будучи лейтенантом (звание присвоено 18 ноября 1907 года) был переведён в 7-й гренадерский полк «Король Вильгельм I» (2-й западнопрусский), дислоцированный в Лигнице. В 1912 году на один год был отправлен в 5-й нижнесилезский саперный батальон в Глогау. В 1913 года перенял командование по «борьбе с чрезвычайными ситуациями, связанными с наводнениями в горах Крконоше, поэтому в 1913 году был награждён Орденом Короны 4-го класса.
В январе 1914 года был откомандирован в Берлин. Там он принял участие в «семинаре по восточным языкам», целью которого было изучение языка суахили. Это было необходимо, так как Херф подал заявку на командование охранными войсками в Германской Восточной Африке. После начала Первой мировой войны Херф воевал в Европе.

### Первая мировая война
С августа 1914 года и до весны 1915 года служил адъютантом во 2-м батальоне 7-го запасного пехотного полка. 27 января 1915 года ему было присвоено звание обер-лейтенанта. Между весной 1915 и 1918 года был командиром роты в этом полку. Кроме того, он также попеременно был начальником административно-хозяйственной службы и адъютантом бригады. 18 апреля 1917 года был произведён в гауптманы. В штабе 121-й пехотной дивизии был адъютантом и стал командиром батальона в 56-м резервном пехотном полку.
В 1918 году был переведён в танковые войска и до ноября 1918 года командовал 12-м тяжелым танковым корпусом. Во время войны Херф был неоднократно награждён. Он получил Железный крест 1-й и 2-й степени и австрийский крест «За военные заслуги» 3-го класса с украшениями.

### Фрайкор и служба в полиции
После окончания войны Хер был членом многих фрайкоров. Например, расформированный 7-й гренадерский полк, с котором он участвовал в охране границ в Верхней Силезии. В 1919 году в Берлине стал членом фрайкора Люцова, из которого был освобождён и поступил на службу в полицию безопасности «Фриден» во Франкфурте-на-Майне. Там он стал капитаном полиции. Из объединения бывших фронтовиков в 1919 году была сформирована охранная полиция во Франкфурте. До 1926 года Херф служил в охранной полиции во Франкфурте. 10 ноября 1919 года женился на Ильзе Шульце-Хорн. В браке родилась дочь.
В 1926 году покинул охранную полицию во Франкфурте и один год преподавал в полицейской школе в Ганноверш-Мюндене. С 1927 по 1929 года работал в правительстве Магдебурга. В 1929 году стал полицейским инспектором в Гельзенкирхене и позже в Гладбекке. 1 апреля дослужился до звания майора полиции. Из-за ошибок руководства в полицейском подавлении уличных беспорядков в Гельзенкирхене летом 1931 года Херф был переведён на другую должность. В 1932 году 
бал начальником штаба «Ia группы „Юг“» охранной полиции в Берлине. 1 сентября 1932 года вступил в НСДАП (билет № 1322780).

### Годы национал-социализма
После прихода нацистов к власти в 1933 году Херф стал командиром батальона в земельной полиции Берлина. С 1934 по 1935 год был командиром охранной полиции в прусском Вайсенфельсе. В 1935 году после референдума в Саарской области Херф был переведён в охранную полицию Саарбрюкена. В Саарбрюкене Херф создал охранную полицию по модели нацистской Германии, заменившую полицию, ориентировавшуюся на французов. С 1 апреля 1935 года Херф был назначен командиром. 1 августа 1935 года получил звание полковника полиции и вышел из церкви. Херф объявил себя «gottgläubig».
В 1936 году был назначен на 6 месяцев временным командиром охранной полиции в Эссене и впоследствии перешёл на полтора года в охранную полицию Гамбурга, где стал командиром группировки «Восток». 25 августа 1938 года подал заявку на вступление в СС. С конца 1938 года и до конца 1940 года был командиром группировки «Север» в берлинской охранной полиции. В этом качестве 1 сентября 1939 года был повышен до полковника полиции. В конце 1940 года стал командиром полицейского полка «Богемия» и был направлен в Прагу. Оставался на этом посту до июня 1941 года.
В июне 1941 года стал командиром полицейского полка «Север» и активно участвовал в нацистской политике истребления в Восточной Европе. В октябре 1941 года стал командиром полиции порядка в Минске. 9 ноября 1941 года был принят рейхсфюрером СС Генрихом Гиммлером в ряды СС (№ 411970). Херфу было дано звание оберфюрера СС и в то же время он стал офицером СС в штабе рейхсфюрера СС, в котором состоял до 1 апреля 1944 года. Гиммлер присвоил ему звание генерал-майора полиции. 30 января 1942 года Адольф Гитлер наградил Херфа шевроном старого бойца и он был повышен до бригадефюрера СС.
16 февраля 1942 года покинул пост начальника полиции порядка в Минске и стал командиром полиции порядка в Харькове при руководителе СС и полиции Вилли Тенсфельде. На этой должности оставался до июня 1943 года. 16 июля 1943 года был переведён в полевое отделение рейхсфюрера и до 28 июля был начальником штаба соединений «по борьбе с бандами». 19 июля 1943 года письменно пожаловался своему кузену Максимилиану фон Херфу на условия содержания. Так, из-за массовой критики операции «Коттбус» (20 мая — 23 июня 1943 года) Херф был снят со своего поста Гиммлером по настоянию своего начальника Эриха фон дем Бах-Зелевски. А уже 29 июля 1943 года Херф написал еще одно письмо своему кузену, в котором сообщил, что теперь хочет покинуть Восток и просит о переводе.
В период со 2 августа 1943 по 1 февраля 1944 года вновь был командиром полиции порядка в Минске и его окрестностях (по другим данным, до января 1944 года). Однако из-за его постоянной критики позиции Гиммлера и подхода СС к «славянской недочеловеческой расе» он был исключён из СС 10 января 1944 года. Это позволило начальнику Херфа Эриху фон дем Бах-Зелевски убедить Гиммлера убрать этого неудобного «дряхлого и отработанного офицера» из СС. Свидетельство об увольнении было выдано 10 января 1944 года и через несколько дней должно было быть передано Херфу. Но тут свое влияние оказал двоюродный брат Херфа Максимилиан, выступавший против исключения своего кузена из СС. И вот уже составленный акт об увольнении не был подписан Гиммлером, объявленная высылка стала недействительной, а акт был передан в личное дело Херфа в главном управлении кадров СС. Вместо запланированного Гиммлером изгнания из СС Херф был переведён Гиммлером на «незаслуженную пенсию» 1 апреля 1944 года. На этом активная военная карьера Херфа в войсках СС закончилась, но он остался членом общих СС.

### Окончание войны и казнь
С 1 апреля 1944 года и до мая 1945 года был функционером СС в штабе оберабшнита СС «Богемия-Моравия». В конце войны попал в плен и был отправлен в Советский Союз.
Советским военным трибуналом, проходившим с 15 по 29 января, Херф вместе с другими 17 обвиняемыми, в числе которых был генерал-лейтенант Иоганн-Георг Рихерт, на Минском процессе был приговорён к смертной казни через повешение. На следующий день приговор публично был приведён в исполнение на минском ипподроме.

## Награды
- Почётный крест Первой мировой войны 1914/1918 с мечами;
- Медаль за выслугу лет в полиции;
- Медаль «В память 1 октября 1938 года»;
- Медаль «За зимнюю кампанию на Востоке 1941/42»;
- Немецкий конный знак;
- Кольцо «Мёртвая голова»;
- Йольский светильник;
- Шеврон старого бойца;
- Крест «За военные заслуги» 2-го и 1-го класса с мечами.